# 引力場
在古典物理學與廣義相對論中，重力場（英語：Gravitational field）是用以描述重力現象的模型：一個帶有質量的物體會在其周圍的空間中建立起重力場，而任何存在在這個空間中的其他帶有質量的物體便會受到該重力場的影響而受到一作用力，此作用力便是重力。在SI制中，重力場的單位是[m/s²］。
歷史上，最早牛頓提出他的萬有引力定律時，是將重力理解為兩質點間的直接作用力，此模型中重力的傳播是即時的（或傳播的速度無限大）。而後牛頓與拉普拉斯試圖將提出類似輻射場或流體的重力模型，至19世紀後，重力場已被普遍認為必須以場的方式描述，亦即，兩物體間的萬有引力並不是即時的作用，而是以場的形式傳播並互相影響。
20世紀以後，愛因斯坦的廣義相對論取代牛頓的古典理論成為最能精確描述重力的理論，而在重力場源較弱且速度遠小於光速時，牛頓的理論可視為愛因斯坦理論的近似。在愛因斯坦的理論中，重力場應視作時空本身的彎曲，彎曲的情形進一步影響物體的運動，造成觀察到的重力現象。數學上，我們說時空是一個四維的流形，重力場的概念必須用微分幾何中相應的描述流形彎曲情形的量來描述。

## 古典力學中的重力場
在古典力學中，重力場是一個物理量。其定義為：在單一質量 {\displaystyle M} 附近的重力場是一個向量場，通常記做 {\displaystyle {\bf {g}}}，這個向量場在空間中各點的方向指向質量M的位置，大小為每單位質點在該處受到的重力，亦即，若一質點 {\displaystyle m} 在空間中某處受到來自 {\displaystyle M} 的重力為  {\displaystyle {\bf {F}}} ，則該處的重力場強度定義為 {\displaystyle \mathbf {F} /m} ，其中 {\displaystyle m} 稱為測試質量。由此也可看出，重力場強度可以透過牛頓的萬有引力定律公式計算：
{\displaystyle \mathbf {g} ={\frac {\mathbf {F} }{m}}={\frac {\mathrm {d} ^{2}\mathbf {R} }{\mathrm {d} t^{2}}}=-GM{\frac {\mathbf {\hat {R}} }{\left|\mathbf {R} \right|^{2}}}}
式中，{\displaystyle G} 為萬有引力常數，{\displaystyle \mathbf {R} } 為質量 {\displaystyle m} 的位置向量（以質量 {\displaystyle M} 處為原點），{\displaystyle t} 為時間，{\displaystyle {\hat {\mathbf {R} }}} 為 {\displaystyle \mathbf {R} } 方向的單位向量。這個式子涵蓋了牛頓的萬有引力定律。注意到 {\displaystyle {\bf {g}}} 的大小與質量 {\displaystyle m} 的加速度 {\displaystyle \mathrm {d} ^{2}\mathbf {R} /\mathrm {d} t^{2}} 相同，換言之，重力場強度的量值與重力加速度的量值相等。
由於重力是保守的，重力場也是保守的，從而它可以被寫成一個純量場的梯度：
{\displaystyle \mathbf {g} =-\nabla \Phi }
此純量場 {\displaystyle \Phi } 稱作重力位。
若空間中存在多個帶質量的物體，那麼空間中任一點的重力場則是個別質量在該處建立的重力場的向量和：
{\displaystyle \mathbf {g} _{j}^{\text{(net)}}=\sum _{i\neq j}\mathbf {g} _{i}={\frac {1}{m_{j}}}\sum _{i\neq j}\mathbf {F} _{i}=-G\sum _{i\neq j}m_{i}{\frac {\mathbf {\hat {R}} _{ij}}{\left|\mathbf {R} _{i}-\mathbf {R} _{j}\right|^{2}}}=-\sum _{i\neq j}\nabla \Phi _{i}}
也就是說，質量 {\displaystyle m_{j}} 處的重力場是除了 {\displaystyle m_{j}} 本身以外所有其他質量 {\displaystyle m_{i}} 造成的重力場 {\displaystyle \mathbf {g} _{i}} 的向量和。式中 {\displaystyle {\hat {\mathbf {R} }}_{ij}} 是 {\displaystyle \mathbf {R} _{i}-\mathbf {R} _{j}} 方向的單位向量。
進一步對重力場 {\displaystyle {\bf {g}}} 取散度，我們可以得到
{\displaystyle \nabla \cdot \mathbf {g} =-\nabla ^{2}\Phi =-4\pi G\rho }
式中 {\displaystyle \rho } 是造成重力場的質量的密度。這條式子涵蓋了高斯的重力定律和帕松的重力方程式，和牛頓的萬有引力定律等價，兩者透過散度定理連結起來。
以上的數條方程式即為測試質量 {\displaystyle m} 的運動方程式，也就是說，透過對這些方程式求解，我們可以完全確定並描述測試質量的運動狀態。

## 廣義相對論中的重力場

引力场的不完全示意图

在廣義相對論中，「重力場」和「重力位」的概念分別被「克里斯多福符號」和「度規張量」取代，其中度規張量 {\displaystyle g_{\mu \nu }} 必須滿足愛因斯坦方程式：
{\displaystyle G_{\mu \nu }+\Lambda g_{\mu \nu }=\kappa T_{\mu \nu }}
式中 {\displaystyle G_{\mu \nu }=R_{\mu \nu }-{1 \over 2}g_{\mu \nu }R} 是愛因斯坦張量，{\displaystyle \Lambda } 為宇宙常數，{\displaystyle \kappa ={\frac {8\pi G}{c^{2}}}} 是愛因斯坦的萬有引力常數，{\displaystyle T_{\mu \nu }} 是應力-能量張量。
重力場中的物體運動則由測地線方程式決定：
{\displaystyle {\frac {d^{2}x^{\mu }}{d\tau ^{2}}}+\Gamma _{\rho \sigma }^{\mu }{\frac {dx^{\rho }}{d\tau }}{\frac {dx^{\sigma }}{d\tau }}=0}
式中的 {\displaystyle \Gamma } 便是克里斯多福符號。